# Kościół w Dobberzinie
Kościół w Dobberzinie (niem. Dorfkirche Dobberzin) – luterańska świątynia znajdująca się w niemieckim mieście Angermünde, w dzielnicy Dobberzin.

## Historia
Kościół wzniesiono w połowie XIII wieku, pierwsza wzmianka pochodzi z 1314 roku. W 1827 dobudowano oszalowaną wieżę. Z powodu stanu technicznego w latach 80. XX wieku zaprzestano użytkowania świątyni, w 1989 rozpoczęto prace remontowe. W 1992 odrestaurowano wieżę, a po zakończeniu prac wewnętrznych 2 grudnia 2000 konsekrowano budynek.

## Architektura
Kościół wzniesiono z kamienia polnego w stylu wczesnogotyckim. Empory, dostawione do ściany od północy i zachodu, wzniesiono pod koniec XVII wieku. Bogato zdobiony ołtarz z wbudowaną amboną powstał w 1699 roku. Anioł chrzcielny wykonano w 1735 roku, we wnętrzu zachował się również fragment XIII-wiecznej chrzcielnicy. Organy pochodzą z 1857 roku, ich budowniczy jest nieznany. Na wieży zawieszony jest dzwon z ludwisarni Carla Vossa w Szczecinie z 1885 roku.

## Galeria

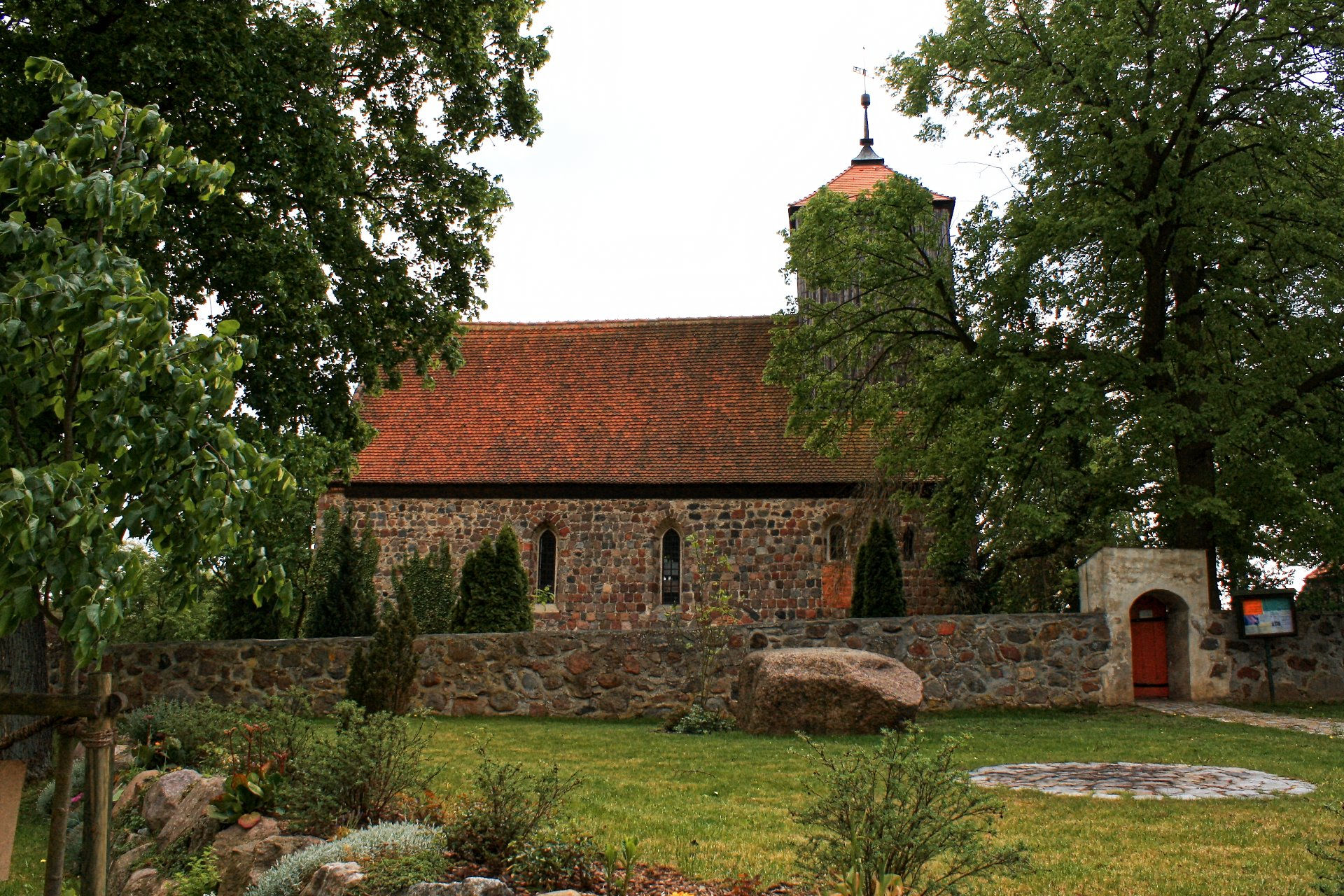
Widok z północy
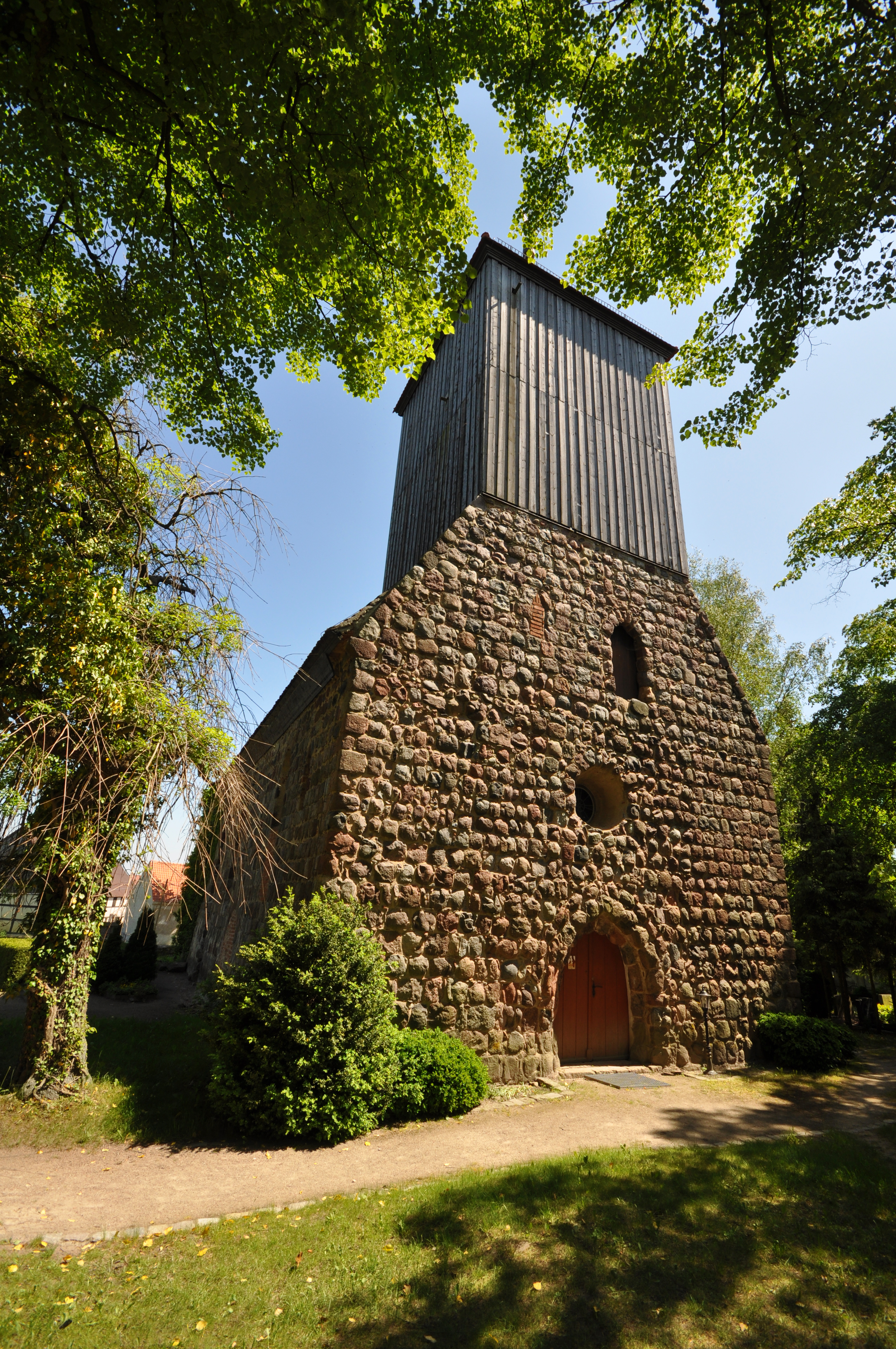
Fasada
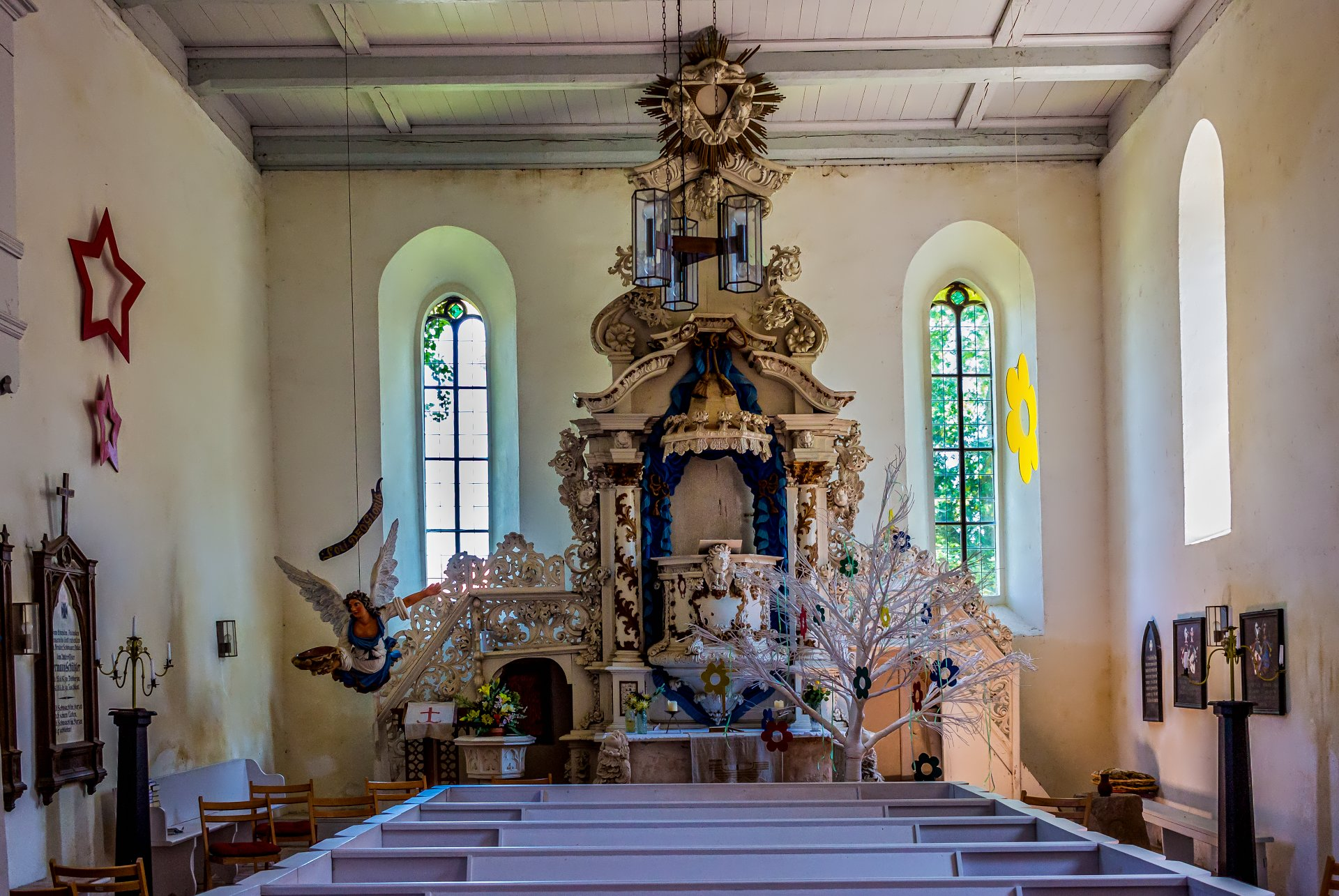
Wnętrze